# Sant Esteve de Montenartró
Sant Esteve de Montenartró és l'església parroquial del poble de Montenartró, en el terme municipal de Llavorsí, a la comarca del Pallars Sobirà. És a l'entrada del poble des del nord-oest. Aquesta església fou, al llarg de l'Edat mitjana i bona part de la moderna, seu d'un dels deganats eclesiàstics en què estava dividit el Pallars Sobirà. El deganat de Montenartró arribà a tenir unes quaranta parròquies, que incloïa tot l'Alt Pallars, llevat de les valls de Cardós i Ferrera, que conformaven el Deganat de Cardós.